# 横手市立大雄中学校
横手市立大雄中学校（よこてしりつ たいゆうちゅうがっこう）は、秋田県横手市大雄にかつて存在した公立中学校。

## 概要
大雄中学校は、阿気中学校・田根森中学校の統合によって1951年（昭和26年）に開校した学校であったが、2012年（平成24年）に雄物川中学校・大森中学校と共に横手明峰中学校へと統合され、閉校した。
旧大雄村域の全域を通学区域とする地域唯一の中学校となっていたが、2013年の統合によって旧雄物川町・旧大森町域も合わせた広域な通学区域となった。
閉校後は、校舎の一部と体育館などを活用して「大雄地域コミュニティ交流センター」が開設。2019年4月からは「横手市園芸振興拠点センター」が校舎の一部を改修して開設された。園芸振興拠点センターは、1979年に大雄新町にて「大雄村実験農場（合併後は横手市実験農場）」として開設した実験農場を前身とし、よこて農業創生大学事業の一環として整備された。

## 歴史

### 略歴
1947年4月1日に施行された学校教育法により「中学校」が設けられることになり、大雄地域（旧平鹿郡大雄村、当時は未発足で阿気村・田根森村の2村。）内には2つの中学校（阿気中学校・田根森中学校）が誕生した。ただ、当初は財政上の問題などから中学校の独立校舎を建設するのに難航し、阿気中は阿気小、田根森中は田根森小に併設する形で開校している。
両中学校とも校舎の新築が課題であったため、両村が連合して組合立の中学校を新設する構想が上がり、1951年4月1日に「田根森村阿気村組合立協和中学校」として発足（名目統合）した。発足時点では各校舎にて授業を行っていたが、同年8月25日に統合中学校の校舎が竣工したことにより統合が完了（実質統合）した。
1955年4月1日に両村が合併し大雄村が発足、同時に組合立を解消して「大雄村立協和中学校」と改称。1961年4月1日には、村名に倣って「大雄村立大雄中学校」と改称した。
しかし、少子化などによって横手市（2005年合併）西部地域の大雄中を含む3校は再編され、2012年4月に横手明峰中学校へと統合し、閉校した。

### 年表
以下、注釈の無い項目は『大雄村史（2001年）』の情報によるもの。
- 1947年4月1日 - 学校教育法により前身となる以下の学校が創立。
  - 阿気村立阿気中学校、田根森村立田根森中学校
- 1951年
  - 3月27日 - 「田根森村阿気村組合立協和中学校」が認可。
  - 4月1日 - 阿気中学校・田根森中学校が統合して「田根森村阿気村組合立協和中学校」が開校。
  - 8月25日 - 校舎竣工。開校式を挙行。校章制定。
- 1953年7月26日 - 校歌披露。
- 1955年4月1日 - 村合併により、「大雄村立協和中学校」と改称。
- 1961年4月1日 - 「大雄村立大雄中学校」と改称。
- 1974年6月1日 - 新校舎が竣工。
- 1991年10月8日 - 校舎増築竣工式典を挙行。
- 1993年9月29日 - 校舎改修工事が竣工（第三期）。
- 2005年10月1日 - 市町村合併により、「横手市立大雄中学校」と改称[13]。
- 2012年
  - 2月3日 - 閉校記念式典挙行[14]。
  - 3月31日 - 閉校[2]。

## 校歌
- 作詞：山田千之
- 作曲：小田島樹人

校歌は1952年の協和中学校時代に制定（披露されたのは翌年1953年）されたもので、大雄中学校と改称された際には歌詞の一部（7節、校名の部分）が変更された。